# Alina Pasj
Alina Ivanivna Pasj (Oekraïens: Аліна Іванівна Паш) (Boesjtyno, Oblast Transkarpatië, 6 mei 1993) is een Oekraïense zangeres en rapper. In 2016 nam ze deel aan het zesde seizoen van de Oekraïense variant van The X Factor, waar ze derde werd. Ze zou deelnemen aan het Eurovisiesongfestival 2022, maar was door de ontstane controverse genoodzaakt hiervan af te zien.

## Biografie
Pasj werd geboren in de Oekraïense Karpaten, in het dorp Boesjtyno. Ze volgde zanglessen in Oezjhorod en nam vanaf haar dertiende deel aan diverse talentenshows.
In 2015 werd ze derde in de finale van de Oekraïense variant van The X Factor. In 2017 studeerde Pasj af aan de kunstacademie van Kiev.
Haar stijl laat zich omschrijven als een mix van hiphop en Oekraïense volksmuziek. Pasj zingt meestal in haar moedertaal, het Oekraïens.

## Eurovisiesongfestival
Na de controverse rond de Oekraïense nationale preselectie (meestal kortweg Vidbir genoemd) in 2019, die ertoe leidde dat het land zich dat jaar terugtrok en afzag van deelname aan het Eurovisiesongfestival, werd vanaf 2020 een nieuwe regel ingevoerd. In het licht van de Russisch-Oekraïense Oorlog verbiedt deze regel artiesten die sinds 2014 in Rusland hebben opgetreden of op de Krim zijn geweest, deel te nemen aan het liedjesfestijn.
De preselectie van 2022 werd gewonnen door Pasj met het nummer 'Tini zaboetych predkiv' (Тіні забутих предків; in het Engels bekend onder de titel 'Shadows of Forgotten Ancestors'). Op 14 februari 2022, twee dagen na de selectie, beweerde activist en videoblogger Serhii Sternenko dat Pasj in 2015 de Krim vanuit Russisch grondgebied was binnengekomen en met haar team haar reisdocumentatie had vervalst om deel te kunnen nemen aan de selectie. De Oekraïense omroep UA:PBC verklaarde vervolgens dat ze de Oekraïense grenswacht zouden verzoeken om te controleren of de documentatie is vervalst, en dat Pasj officieel niet de Oekraïense vertegenwoordiger bij de wedstrijd zou zijn "totdat de verificatie en opheldering van de feiten is voltooid". Nadat werd ontdekt dat een vertegenwoordiger van het team van Pasj op 16 februari inderdaad vervalste documentatie had ingeleverd bij UA:PBC, kondigde Pasj op haar sociale mediapagina's aan dat ze haar deelname aan het Eurovisiesongfestival zou intrekken.
Op 22 februari verklaarde UA:PBC dat de runner-up tijdens de nationale selectie, de rapgroep Kalush met hun nummer 'Stefania', Oekraïne zal vertegenwoordigen tijdens het festival. Twee dagen later vond de Russische invasie van Oekraïne plaats. Weer een dag later, op 25 februari, werd eveneens bekend dat Rusland dit jaar niet mag deelnemen aan het Eurovisiesongfestival, vanwege de Russische invasie van Oekraïne. Kalush zou uiteindelijk het Eurovisiesongfestival 2022 winnen.

## Discografie
- 2019: Pintea: Hory
- 2019: Pintea: Misto
- 2021: Rozmova (розМова)